# Grüblspitze
Die Grüblspitze ist ein 2395 Meter hoher Berg in den Tuxer Alpen und liegt am Nordwesthang des Tuxer Tales, etwa drei Kilometer westlich des zur Gemeinde Tux gehörenden Ortsteils Lanersbach im Bezirk Schwaz, Tirol, Österreich.
Die nordöstlichen Berghänge der Grüblspitze bilden während der Wintersaison den südlichsten Ausläufer des Schigebietes Zillertal 3000. In den Sommermonaten wird der Berg von mehreren bezeichneten Wanderwegen erschlossen, der kürzeste Zustieg beginnt dabei an der 1960 Meter hoch gelegenen Bergstation der Eggalmbahn und führt von dort aus in eineinhalb Stunden zum Gipfel der Grüblspitze hinauf.

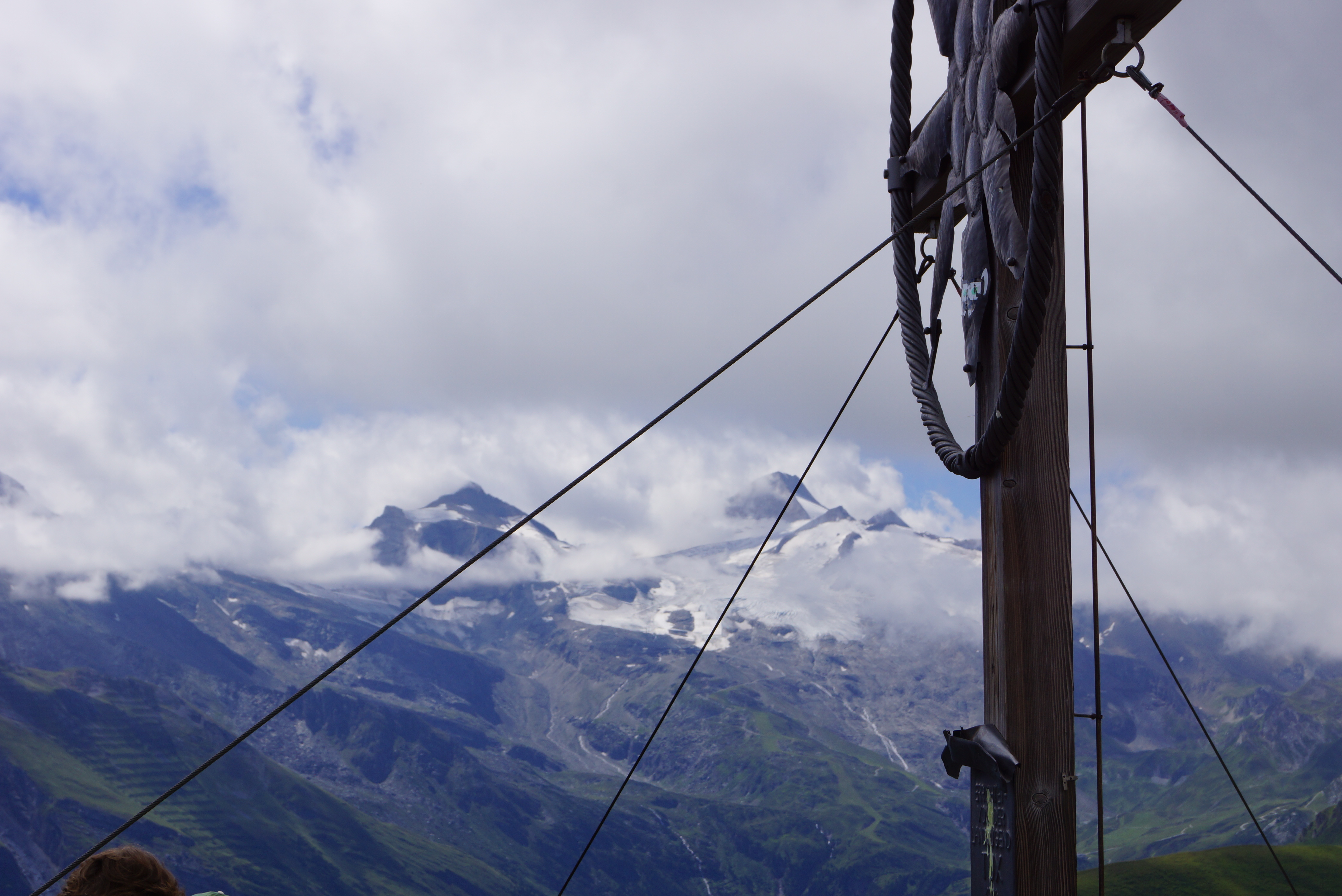
Grüblspitze Blickrichtung Hintertuxer Gletscher